# Woody Sonship Theus
Woody „Sonship“ Theus (* 21. Juni 1952 in Los Angeles als Woodrew Theus II; † 18. März 2011) war ein amerikanischer Schlagzeuger des Modern Jazz, der insbesondere durch seine intensive Beckenarbeit auffiel.

## Leben und Wirken
Theus spielte bereits im Alter von zwölf Jahren Flöte, Geige, Trompete und Piano, entschied sich dann jedoch für das Schlagzeug. Beeinflusst durch das Album Sun Ship von John Coltrane nahm er 1970 aus religiösen Motiven den Namen „Sonship“ an. Im selben Jahr nahm er ein erstes Album (Harold Johnson Wide Open) auf und spielte regelmäßig mit seinem Schulkameraden Larry Nash in einem Jazzclub. Noch während seiner Highschool-Zeit holten ihn John Klemmer und Bobby Hutcherson für Auftritte; auch war er an Harold Lands Album Choma (Burn) beteiligt. Seit 1972 konzertierte er immer wieder mit Charles Lloyd, mit dem er mehrere Alben einspielte; seit 1982 wurde er mit Lloyds Quartett, zu dem damals Michel Petrucciani gehörte, auf mehreren Tourneen auch einem europäischen Publikum bekannt. 1973 arbeitete er auch mit Woody Shaw zusammen, dann mit Eddie Henderson. Weiterhin trat er mit McCoy Tyner (The Greeting, 1978), John McLaughlin (mit der One Truth Band auf dem Montreux Jazz Festival), Freddie Hubbard, Michal Urbaniak und Pharoah Sanders auf. Seit Mitte der 1980er Jahre hinderte ihn ein Nierenleiden, regelmäßig auf Tournee zu gehen. Er war aber noch an Aufnahmen von Horace Tapscott (Octet Live, 1987), Michael Session ( 'n Session, 1990), Harold Land (Damisi, 1991), den Jazz Symphonics, James Newton (Suite for Frida Kahlo, 1993) und Wadada Leo Smith (Golden Hearts Remembrance) beteiligt. 2004 fand ein Benefizkonzert für ihn in Los Angeles statt.

## Diskographische Hinweise
- Woody Shaw Song of Songs (Contemporary 1973, mit Emanuel Boyd, Bennie Maupin, Ramon Morris, George Cables, Henry Franklin)
- Horace Tapscott Live at Lobero (Nimbus West 1981, mit Roberto Miranda)
- Charles Lloyd Montreux '82 (Elektra 1982, mit Michel Petrucciani, Palle Danielsson)